# 민슝 (연예인)
민슝(중국어 정체자: 民雄, 병음: Mín Xióng, 한자음: 민웅, 파이완어: Balai 바라이, 1970년 6월 9일 ~ )는 중화민국의 가수이자 배우이다. 본명은 리민슝(李民雄)이다.

## 방송
- 열해연가

## 영화
- 하이자오 7번지